# Красная Рада
Кра́сная Ра́да — деревня Нижнематрёнского сельсовета Добринского района Липецкой области.
Стоит на левом берегу реки Байгоры. На противоположном берегу — село Ольховка.

## История
Как посёлок обозначен в 1920-х годах. После 1930-х годов Красная Рада стала деревней.
Основное название связано с органом власти рада. Определение Красная — символ революции.        
В 2019 году в окрестностях археологи раскопали пять из семи курганов срубной археологической культуры.        

## Население
| 2010 |
| ---- |
| 31   |